# Памятник Муслиму Магомаеву (Москва)

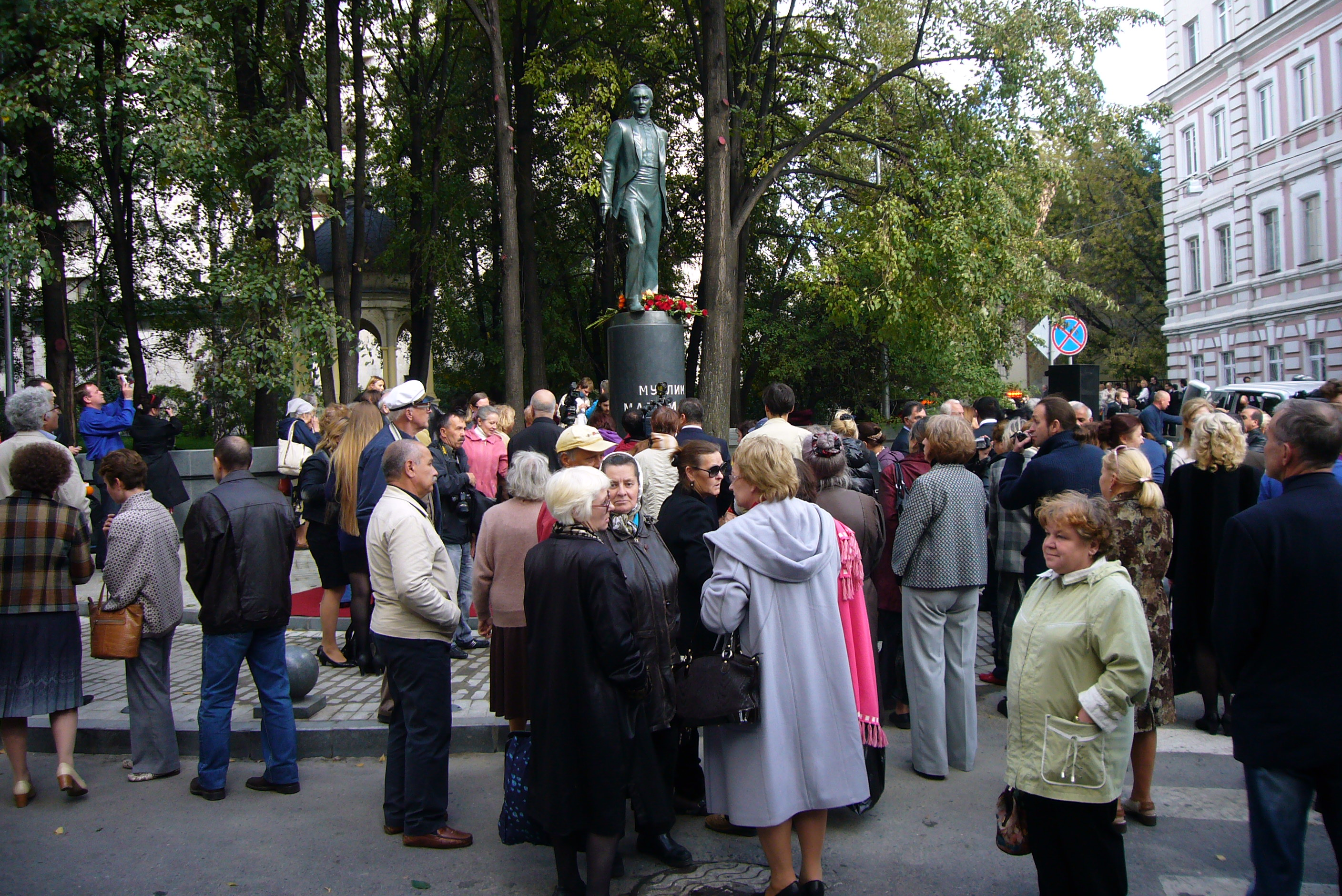
Открытие памятника Муслиму Магомаеву в Москве 15 сентября 2011 г.

Памятник Муслиму Магомаеву в Москве находится в сквере Муслима Магомаева на пересечении Вознесенского и Елисеевского переулков в Пресненском районе города.

## История
В 2009 году, на следующий год после смерти Муслима Магомаева, комиссия Мосгордумы по монументальному искусству приняла решение установить ему памятник в Москве в сквере по Леонтьевскому переулку. Предполагалось, что работы будут профинансированы ЗАО «Крокус-Интернешнл» (ныне Crocus Group), после чего памятник передадут в дар Москве. Место установки памятника было выбрано неслучайно: оно находится рядом с посольством Азербайджана, недалеко от дома, где жил певец.
На месте будущего памятника в Москве 3 февраля 2010 года был установлен закладной камень — гранитный куб с высеченными на нём словами:
Здесь будет установлен памятник выдающемуся певцу и музыканту Муслиму Магомаеву
В церемонии закладки приняли участие вдова Тамара Синявская, Елена Образцова, Любовь Слиска, президент «Крокус Интернешнл» Арас Агаларов и друзья Муслима Магомаева.
Через год — 15 сентября 2011 года — состоялось торжественное открытие памятника. На церемонии присутствовали министр культуры и туризма Азербайджана (2006—2018) Абульфас Гараев, Елена Образцова, Бедрос Киркоров, Евгений Герасимов, Юрий Николаев, Татьяна Тарасова и автор памятника скульптор Александр Рукавишников.
Памятник был создан скульптором А. И. Рукавишниковым и архитектором И. Н. Воскресенским. В создании памятника также принимала участие вдова певца Тамара Ильинична Синявская. По её настоянию Муслим Магомаев изображён молодым — таким, каким он запомнился слушателям, хотя Рукавишников планировал изобразить его трагически печальным. Памятник был отлит из бронзы и установлен на гранитный постамент. Вся композиция находится на площадке из полированного гранита, выполненной в форме рояля. У тротуара перед памятником поставлены гранитные шары. На постаменте высечена простая надпись:
МУСЛИМ
МАГОМАЕВ 